# Глубокое (Брестская область)
Глубокое (бел. Глыбокае) — деревня в Жабинковском районе Брестской области Беларуси. Входит в состав Кривлянского сельсовета. Население 48 человек (2019).

## География
Глубокое находится в 15 км к северо-востоку от Жабинки и в 5 км к югу от точки, где сходятся Жабинсковский, Кобринский и Каменецкий районы. Местные дороги ведут в окрестные деревни Верхи и Кривляны. Местность принадлежит бассейну Вислы, по восточной окраине деревни проходит канал Палахва со стоком в реку Мухавец. Ближайшая ж/д платформа в деревне Столпы (линия Брест — Барановичи).

## История
Первое письменное упоминание о деревне Глубокое относится к 1577 году, когда она принадлежала волынскому войскому Ивану Чаплицу.
В XVII веке имение принадлежало роду Поцеев, в 1632 году сдано в аренду М. Лазаровичу
После третьего раздела Речи Посполитой (1795 год) в составе Российской империи, с 1801 года принадлежали Кобринскому уезду Гродненской губернии.
В XIX веке имение перешло к Непокойчицким, ветви рода Поцеев, во второй половине столетия владельцем усадьбы был Константин Рот, который выстроил в имении дворянскую усадьбу с деревянным усадебным домом и небольшим пейзажным парком.
Согласно Рижскому мирному договору (1921) деревня вошла в состав межвоенной Польши, где принадлежала Кобринскому повету Полесского воеводства. С 1939 года — в составе БССР. Последним владельцем усадьбы были представители рода Султанов.
В послевоенное время бывший усадебный дом был переоборудован в сельскую больницу и сохранился в неплохом состоянии.

## Население
- 1999 год — 138 человек;
- 2009 год — 100 человек;
- 2019 год — 48 человек[1];
- 2021 год — 44 человека.

## Достопримечательности
- Усадьба Ротов второй половины XIX века. Сохранился усадебный дом (ныне больница) и окружающий её парк[4].
- Памятник 38 односельчанам, погибшим в Великую Отечественную войну. В 1965 году установлен обелиск[7]